# あなた (小坂明子の曲)
「あなた」は、小坂明子のデビューシングル。1973年12月21日発売。発売元はワーナー・パイオニア（現：ワーナーミュージック・ジャパン）。

## 概要
小坂は16歳にして1973年の第6回ヤマハポピュラーソングコンテスト（ポプコン）に出場し、ピアノを弾きながらこの曲を歌唱してグランプリを獲得した。同年11月には第4回世界歌謡祭にて最優秀賞・グランプリを受賞する。同年年末にシングルリリースされ、オリコン集計で売り上げ165万枚（1978年10月時点）、発売元のワーナーによる発表では200万枚を超える売り上げを記録した。1968年から調査の始まったオリコンによれば、12曲目にして、初の女性作曲家によるミリオンセラーシングルである。

## 製作経緯
小坂本人の話によれば、この曲の詞は高校2年生の時、学校で授業中にノートの片隅に20分ほどで書き、家で曲を付けたものだったという。小坂が元々ガロのファンで、「歌ってくれたら、逢えるかも知れない」と思い、ガロに歌ってもらいたくて作曲、最初から3部合唱の予定の曲で、ポプコンにも3人でエントリーしたが、本戦出場前になって他の2人が出場出来なくなったために急遽、小坂がソロで歌ったというものだった。
「あなた」のモデルは高校の1つ上の先輩で、お茶を飲んで美術館に行くような淡い恋だった。しかし、先輩が高校を卒業後に地元を離れることになり、先輩から「もっと好きにならないうちに別れよう」と言われ別れることになった。歌詞は「家を建てるなら」ではなく「建てたなら」と過去形になっており、「全部それは過去の夢だった、終わった恋だということを、あの歌詞で表現したかったんです」と語っている。歌詞の「真赤なバラ」は小坂の好きな花、「白いパンジー」は先輩の好きな花だった。
当初は合歓の郷に来る新婚カップルに「お祝い」として配るためのソノシート用のレコーディングであった。
本作はポプコン版（山室紘一）、レコード版・世界歌謡祭版（共に宮川泰）とでは編曲が異なる。レコード版のイントロを聴いた小坂は「これは私の作曲のイメージとは違います。もっとスタンダードジャズのようにおごそかな静かなイメージで世界歌謡祭はアレンジを変えて下さい」と依頼している。世界歌謡祭にて披露された演奏は録音され、2003年3月26日発売の「ポプコン・スーパー・セレクション 小坂明子ベスト」にてCD化され、そちらで聴くことができる。因みに世界歌謡祭版ISRCはJPT200390005、レコード版ISRCはJPWP07300720である。また、ポプコン版の音源は現存しない。

## 実績
デビュー曲にして、発売から1ヵ月後にはオリコンシングルチャートで7週にわたり1位を獲得。1974年の『第25回NHK紅白歌合戦』に出場、父・小坂務と親子共演した（小坂務は指揮）。1978年10月時点のオリコン集計では、フォークソングのシングルとして歴代1位の売り上げ、女性ソロ売上としても当時1位であった。2007年現在でもオリコンの歴代シングルチャートで51位、女性シンガーソングライターのシングルとしては6位の売上である。

## 評価と影響
川上源一は「アマチュアリズムの勝利」と評した。小西良太郎は「田中政権下で夢のまた夢になったマイホームの夢を、上手く組み立て直した」と評価した。ピアノを弾きながらテレビで歌唱するスタイル（ピアノ弾き語り）を世間に認識させた初めての曲である。名前も混同する小坂恭子が同じスタイルで歌唱すると「散々、小坂明子のマネと言われて悔しかった」と話している。
1974年春、日本公演中のアメリカのジャズ・フルート奏者、ハービー・マンがこの曲に注目、小坂本人をゲストに迎えて東京で録音し、同年8月にワーナーからシングルで発売された（『ハービー・マン 歌・小坂明子』名義）。ハービーの1976年のアルバム『Surprises』にも収録されている。
岩崎宏美が歌手デビューのきっかけとなったオーディション番組『スター誕生!』（日本テレビ）のテレビ予選と決戦大会で歌唱している。更に2010年には自身のカバー・アルバム『Dear Friends V』において改めてカバーしており、小坂がピアノと編曲で参加している。
2011年に、この曲のピアノインストゥルメントがマイランドのテレビCMで使われている。

## 以降の小坂
小坂明子は次作以降目立ったヒットを出しておらず、また本人が子育て中に声帯を傷めて以前のような声が出なくなったこともあり、現在は実質的に作曲家に転向しており、「一発屋」と見られてしまうこともある。

## 現存する映像
本作を披露している、2016年現在視聴可能な映像は前述の1973年世界歌謡祭のものか、1974年『第25回NHK紅白歌合戦』のものであるが、過去に再放送されたVTRとしてはTVKテレビ神奈川で1973年12月〜1974年2月頃に収録されたピアノ弾き語りによる映像が現存している。

## 収録曲
全作曲：小坂明子
1. あなた（4分29秒）
作詞：小坂明子、編曲：宮川泰
2. 青春の愛（3分29秒）
作詞：小坂長生、編曲：小坂務

## カバーしたアーティスト
- 1974年
  - 小柳ルミ子 - （5月25日発売のアルバム『あたらしい友達』収録）
  - ちあきなおみ - （5月25日発売のアルバム『円舞曲（わるつ）』収録）
  - ヤング101 - （メンバーの太田裕美の歌唱で5月25日発売のアルバム『さよならステージ101』収録）
  - 天地真理 - （6月21日発売のアルバム『恋と海とTシャツと／恋人たちの港』収録）
  - あいざき進也 - （6月25日発売のアルバム『気になる男の子』収録）
  - あべ静江 - （6月25日発売のアルバム『透きとおった哀しみ』収録）
  - 晃（フィンガー5） - （7月5日発売のアルバム『あきら ぼくの好きな歌』収録）
  - 南沙織 - （7月21日発売のアルバム『夏の感情』収録）
  - 青江三奈 - （7月25日発売のアルバム『女のなみだを唄う』収録）
  - チェリッシュ - （7月25日発表のアルバム『グランド・デラックス』収録）
  - いしだあゆみ - （7月発売のアルバム『いしだあゆみリサイタル』収録）
  - 森山良子 - （10月5日発売のアルバム『ニュー・フォーク・アルバム』収録）
- 1975年
  - 岩崎宏美 - （12月10日発売のアルバム『ロマンティック・コンサート』収録）
  - チェルシア・チャン - 英題『Where Are You?』（香港の歌手。アルバム『Dark Side of Your Mind』収録）
- 1992年
  - Mi-Ke - （4月8日発売のアルバム『忘れじのフォーク・白い2白いサンゴ礁』収録）
- 1993年
  - 内田忍 - （11月21日発売のシングル収録。フジテレビ『クイズ!年の差なんて』エンディングテーマ）
- 1996年
  - yes, mama ok? - （1月20日発売のアルバム『modern living』収録）
- 2002年
  - 後藤真希 - （10月23日発売のアルバム『FOLK SONGS 3』収録）
- 2006年
  - 徳永英明 - （8月30日発売のアルバム『VOCALIST 2』収録）
  - CHARA - （9月13日発売のシングル『世界』収録）
- 2008年
  - 倉橋ヨエコ - （6月4日発売のアルバム『解体ピアノ』収録）[14]
  - Acid Black Cherry - （5月21日発売のカバーアルバム『Recreation』収録）
- 2010年
  - 岩崎宏美 - (10月20日発売のカバーアルバム『Dear Friends V』収録）
- 2012年
  - 柴田淳 - （10月31日発売のカバーアルバム『COVER 70's』収録）
- 2015年
  - 宇野美香子 - （3月25日発売のアルバム『宇野美香子 〜昭和ポップスを歌う』収録）
  - 高橋洋子 - （4月22日発売のカバーアルバム『20th century Boys & Girls II』収録）
- 2016年
  - May J. - （3月16日発売のアルバム『Sweet Song Covers』収録）
- 2017年
  - 山田姉妹 - （2月22日発売のカバーアルバム『あなた 〜よみがえる青春のメロディー』収録）
- 2020年
  - 宮本浩次 - （11月18日発売のカバーアルバム『ROMANCE』収録）
- 2021年
  - 大江裕 - （11月17日発売のカバーアルバム『TRY～大江裕J-POPを歌う～』収録）

その他
- テレサ・テン
- 岩佐美咲
- 八神純子
- 川野夏美
- 市川由紀乃
- 山根万理奈
- 松田聖子
- 城南海
- 有安杏果
- 保田圭

## CM
- 石川島播磨重工室内暖房システム「リビエラ」（1975年）
- マイランド（2011年～2012年）「グッド！中古」のマイランドシリーズ
- ワイモバイル（2015年）ふてネコが「もしも私が家をたてたにゃら」と鼻歌を歌っている。
- マクドナルド（2021年）手嶌葵カバー　マクドナルド50周年　宮崎美子

## ラジオ番組テーマ曲
- ニッポン放送の『コッキーポップ』にて、テーマ曲として使われていた。（1975年の一時期）